# In tour (Peppino di Capri)
In Tour è il terzo album dal vivo di Peppino di Capri.

## Descrizione
Il disco è stato registrato in sei luoghi differenti : Hotel Cervo, Porto Cervo ; La Capannina, Forte dei Marmi ; Il Negombo, Ischia ; Quisisana, Capri ; La Grotta, Palinuro e infine il Teatro Verdi a Salerno.
Peppino di Capri ha scelto nel suo repertorio pezzi di ogni epoca della sua carriera, dagli inizi alle canzoni più recenti.
Le registrazioni e i missaggi sono state fatte da Massimo Aluzzi.
La copertina del CD in nero e bianco è una foto di Anastasio Nespolino. Ci mostra Peppino al pianoforte con dietro lui due coristi , Michella Montalto e Roberta Bianco.

## Tracce
1. E tu ci sei – 4:31 (testo: F.Nel Prete e Peppino di Capri – musica: V. Mancini)
2. Il sognatore – 4:00 (testo: Depsa – musica: Giuseppe Faiella, Depsa, Toto Cutugno)
3. Luna Caprese – 4:22 (testo: Augusto Cesareo – musica: Luigi Ricciardi)
4. Suspiranno – 4:23 (testo: Ernesto Murolo – musica: Evemero Nardella)
5. Nessuno al mondo – 3:31 (testo: Mauro Gioia e Nino Rastelli – musica: Jimmy Nebb)
6. Palomma 'e notte – 3:30 (testo: Salvatore di Giacomo – musica: Francesco Buongiovanni)
7. Signo dint'a sta chiesa – 3:44 (testo: Enrico e Paolo Moscarelli – musica: Enrico e Paolo Moscarelli)
8. Roberta – 4:00 (testo: Paolo Lepore – musica: Paolo Lepore)
9. E mo' e mo' – 5:17 (testo: Giuseppe Faiella, Depsa – musica: Franco Fasano, Depsa)
10. Nun è peccato – 1:17 (testo: Ugo Calise – musica: Ugo Calise, Carlo Alberto Rossi, Silvano Birga)
11. Malatia – 3:03 (testo: Armando Romeo – musica: Armando Romeo)
12. Voce 'e notte – 3:35 (testo: Edoardo Nicolardi – musica: Ernesto De Curtis)
13. Il musicista – 5:23 (testo: Depsa e Mimmo di Francia – musica: Depsa)
14. Alleria – 3:46 (testo: Fernando Masucci – musica: Dario Farina)
15. Reginella – 3:19 (testo: Libero Bovio – musica: Gaetano Lama)
16. Don’t play that song – 2:45 (testo: Nuggetre – musica: Nuggetre)
17. Saint Tropez twist – 2:32 (testo: Mario Cenci e Giuseppe Faiella – musica: Mario Cenci e Giuseppe Faiella)
18. Un grande amore e niente più – 2:12 (testo: Franco Califano – musica: Ernest John Wright e Giuseppe Faiella)
19. Mambo – 3:42 (testo: Valentina di Francia – musica: Peppino di Capri e Mimmo Di Francia)
20. Champagne – 4:30 (testo: Depsa – musica: Sergio Iodice e Mimmo Di Francia)

## Formazione
- Peppino di Capri: voce
- Enzo Arnoldo: tastiere e pianoforte
- Adriano Guarino: chitarra elettrica
- Piero Braggi: chitarra acustica
- Pascal De Angelis: basso
- Antonio Mambelli: batteria
- Gaia Mecocci: violino
- Raffaella Viscardi: violino
- Benedicta Chiari: violoncello
- Michella Montalto, Roberta Bianco, Piero Braggi, Enzo Arnoldo : cori